# Hydrogénophosphate de sodium
Pour les articles homonymes, voir Phosphate de sodium (homonymie).
L'hydrogénophosphate de sodium ou phosphate disodique ou phosphate de sodium dibasique est un composé chimique de formule Na2HPO4. C'est l'additif alimentaire E339(ii).